# シャント発声
シャント発声（シャントはっせい）は、咽頭の病気（咽頭がんなど）により、声帯を失った人が、咽頭摘出後に最も多用する発声法の一つである。
声帯を失った人が会話をしやすくするための「代替音声」には、一般に電気式人工咽頭や、食道発声などが知られているが、このシャント発声は気管にシャントチューブを差し込むことによって肺からの空気を伝えて発声しやすくするやり方である。
メリットとして、食道発声に比べると習得が容易であり、健常者と同様な長時間の発声がしやすいため、普段のとおりの会話や歌唱ができる。また電気咽頭のような機械音ではない、より自然な発声ができる。但し、シャントに使う管の毎日掃除が必須である他、機械トラブルなどによりうまく会話できない場合もあるといったデメリットもある。

## 参考映像
- シャント発声とプロヴォックスのご紹介（アトスメディカル提供 以下同文）
- シャント発声の性質の違い
- シャント発声の方からのメッセージ（1）
- 同（2）
- 同（3）